# Guillermo García González
Guillermo García González (Santa Clara, 9 de desembre de 1953 - L'Havana, 26 d'octubre de 1990, fou un jugador d'escacs cubà, que ostentà el títol de Gran Mestre des de 1976.
Fins a la seva tràgica mort en un accident automobilístic, era considerat un dels millors jugadors d'escacs cubans. En aquell moment tenia un Elo de 2.495, número quatre de Cuba.

## Resultats destacats en competició

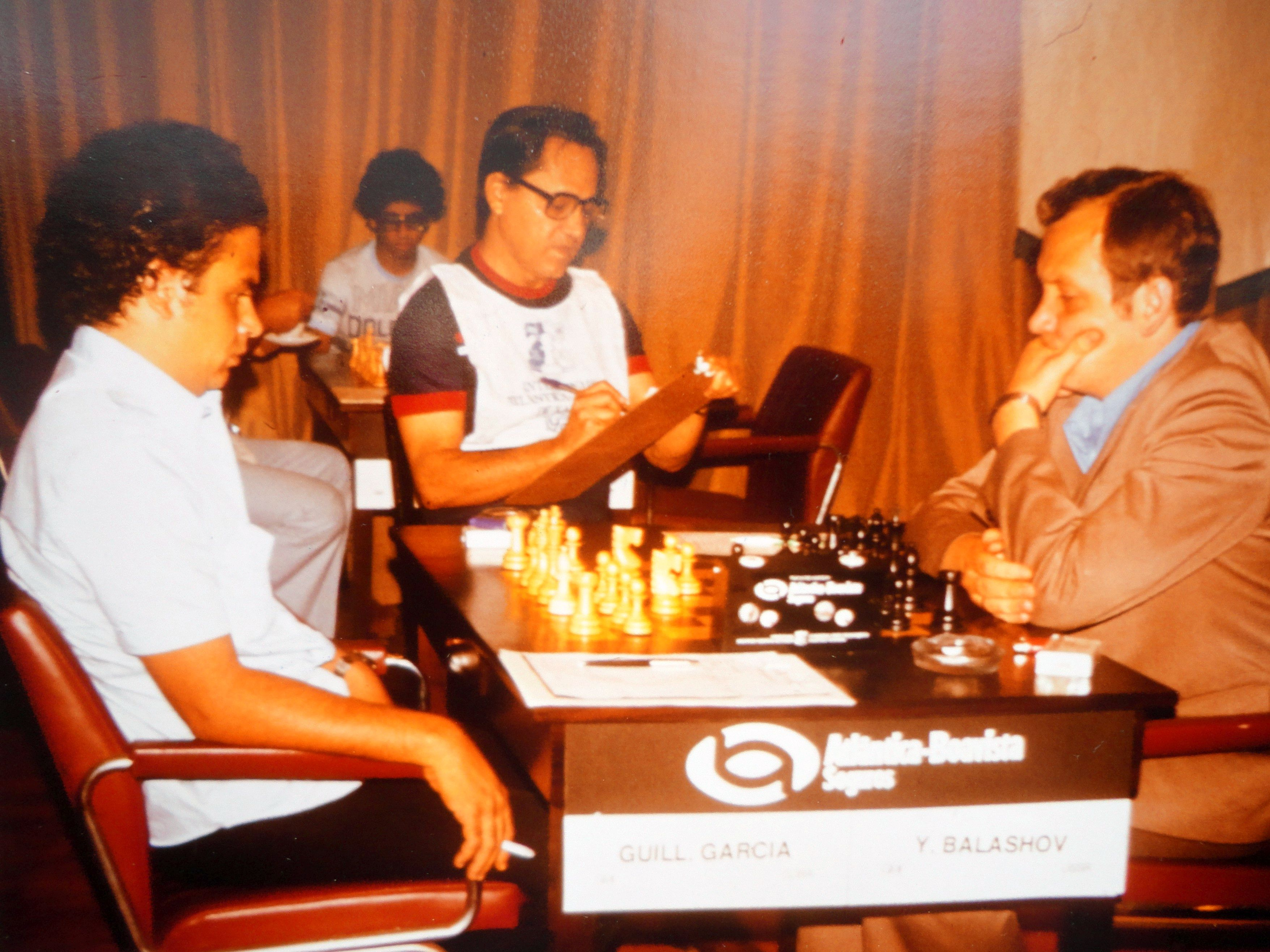
Guillermo García González - Iuri Balaixov, Rio de Janeiro 1979

García va aprendre a jugar als escacs a l'edat de sis anys. De ben petit ja va obtenir bons resultats a Cuba, en campionats per edats. El 1973 va guanyar amb 11 punts en 11 partides el Campionat Juvenil de Cuba; el 1974, obtingué el títol de Mestre Internacional, i el 1976 el de Gran Mestre. Fou 2 cops Campió de Cuba, els anys 1974 i 1983.
El 1982 va jugar l'Interzonal de Moscou, fallant per poc en el seu intent d'arribar al Torneig de Candidats.
En torneigs internacionals, fou 1r a Plovdiv 1975, 1r empatat a Zuric 1975 i Ourense 1976, i 1r a Portugalete 1986.